# Судбина једног Чарлија (роман)
Судбина једног Чарлија је роман за децу о пустоловном животу мачка Чарлија коју је 1964. године написао Александар Поповић. 

### Како су се неки мали мишеви котрљали
Мали сироти неуки мишеви живели су у једној дрвеној рупи и јели само старе суве новине. Цео свој живот су размишљали какав би укус имала једна масна кобасица. О њој им је причао само један стари миш, који ју је једини пробао и знао каквог је укуса. Једне ноћи, мишеви су одлучили да оду месару и да узму једну кобасицу како би се нахранили. Нашли су рупу кроз коју су сви предвођени старим мишем, ушли код месара у месарницу и најели се кобасице. Њихови стомаци су тада били препуни и округли као лоптице. 

### Како је једна вешта мачка постала ноћни чувар
Међутим, када је то видео месар, пожалио се својим муштеријама, а једна старија госпођа му је рекла да ће му дати једну жуту мачку, која ће те мишеве ловити, јер она има две. Тако је и било. Мачка је чувала месарницу, а мишеви су поново били гладни и јели само старе суве новине. У почетку је мачки био интересантан посао ноћног чувара, али је временом све постало досадно и она је почела да пати над својом судбином. Говорила је да никада неће дозволити свом детету да буде само чувар једне месарнице, већ ће га укрцати на брод како би обишло свет и прошло много авантура.

### Како се један мали мачак растао од своје маме
Тако је и било. Када је омацила лепо маче једне ноћи, када месар није био ту, она га је кришом однела међу сандуке које је требало укрцати на брод. Иако је као и свака мајка много патила, решила је да то учини, јер му она бољи живот није могла пружити. Тако је, тек рођено, мало неуко маче, дрхтало од страха у ноћи међу кутијама и молило се да му се мајка врати. А мајка се вратила у месару и имала је шта да затекне: мишеви су искористили то што она није била ту па су узели једну масну кобасицу како би се најели. Тада је мачка ухватила једног миша и таман када га је хтела појести видела је маму мишицу како на улазу у рупу плаче. Она је жалила што ће јој дете умрети. Мачка се на то сажалила, јер је управо оставила своје дете да се само бори кроз живот, и пустила малог миша да оде својој мајци.

### Како је мали мачак страшно провео страшну ноћ
Мали мачак је за то време сањао како је пронашао пријатеља–птицу, са којом се возио возом од парадајза. Када се пробудио, видео је око себе само мрак и наставио да плаче за мајком. Та ноћ му је била настрашнија у животу. 

### Како је мали мачак добио једно лепо име
Сутрадан је мало маче нашла ћерка капетана брода, девојчица Виолета, и пожелела је да га задржи. Отац јој то одмах није дозволио, али је касније пристао, јер је она рекла да ће им бити од користи, тј. да ће ловити мишеве на броду. Мала Виолета је хтела да му да име Рикардо, али отац то није дозволио јер се бродски кувар звао Рикардо, па ће се на позив обоје одазивати. Тако је мачак добио име које му је капетан дао: Чарли.

### Како се чика месар осветио својој жутој мачки
Видевши да су мишеви поново украли кобасицу, месар се страшно наљутио, па је пребио и истерао мачку из месаре. Тада је одлучио да о жутој мачки измисли причу која ће се надалеко чути и због које је нико неће хтети. То је била прича коју је он сутрадан испричао свим муштеријама. Наиме, у његовој причи та жута мачка је била љубоморна на девојчицу која је била веома лепа. То је натерало мачку да затвори девојчицу Соњу у жуто буре и да је никада не пусти да отуда изађе. Требало је да Соњини другари, мали човечуљци дођу из шуме и ослободе је, иначе би цео свој живот била тамо затворена. Мачка јој је још и везала реч, тј. узела могућност говора, и успела је да онеми девојчицу Соњу. Соња је уз помоћ добрих човечуљака побегла и почела да прича а отуда, да би себе спасила, мачка је дошла у месарницу. Умиљавала се месару а он је, незнајући за њену тамну прошлост, примио код себе. Сада, када је за то сазнао, решио је да је пребије и отера. 

### Како је море свеједнако плаво
Мали мачак Чарли је био толико наиван да није знао ни шта је брод, ни шта је море. Девојчица Виолета је покушавала да му објасни, али јој није ишло од руке, све док мачка није спустила у воду. Мали Чарли ништа није знао, и све је упознавао и учио заједно са Виолетом. 

### Како је на татином броду дошло до побуне
Међутим, као и свака животиња, Чарли је предосетио да ће се нешто догодити на том броду. Морнари су га гурали ногама и гађали празним конзервама. Наиме, предосећање је изазвало страх у њему и он се сакрио испод сандука с брашном у бродском шпајзу, и док је кувар Рикардо покушавао да га извуче одатле, он то није дозвољавао. Тада је избила побуна на броду, а то је нешто најгоре што се на броду може догодити. Морнарима је због једноличног начина живота постало досадно и, како се досада не би настављала, одлучили су да побуна избије. Капетан је покушавао да је заустави тако што је побуњенички бокал бацио у воду, али су морнари ускочили у воду и поново га донели. 

### Како је мали мачак Чарли научио да представља смешно позориште
Побуна је беснела на броду све док се није огласила девојчица Виолета која је обавестила морнаре да ће им, заједно са Чарлијем, представити смешно позориште. Морнари су одмах поседали на палубу, прекрстили ноге и ишчекивали почетак представе. Сви су уживали у смешном позоришту: Чарли је глумио љубичастог оџачара, Виолета је воденим бојицама сваком морнару цртала бркове, певали су песмице... Због тога што је угушила побуну, капетан брода је одлучио да своју кћерку, као и њеног мачка, одликује златним запушачима с пивских флаша. Капетан је златно одликовање закачио мачку на реп, а Виолети на витицу. Пловидба се мирно наставила у правцу Напуља.

### Како је мачак Чарли изгубио жуто одликовање
Након што је брод стигао у Напуљ. Виолета и Чарли су прошетали градом, све док се једног тренутка Чарли није изгубио и нашао на неком крову. Успео је да сиђе са крова, трчао је улицама у потрази за Виолетом и док је претрчавао улицу тролејбус му је прегазио одликовање које му је било закачено на репу. 

### Како је једна вода била тужна вода
С друге стране, Виолета је, угледавши врт испред којег је писало Кобајаги врт, кобајаги принцезе и кобајаги принчеви, потпуно заборавила на Чарлија. Ушла је у врт јер је одувек желела да постане принцеза. У кобајаги врту Виолета је наишла на кобајаги принца са којим се чаркала, гуркала, прскала поред чесме...Њихову игру прекинуло је спуштање мрака, тада се Виолета вратила на брод и схватила да јој нема најбољег пријатеља Чарлија. 

### Како мачак Чарли није знао шта значи „ај лав ју”
Чарли је за то време лутао градом. Питао је једног полицајца да му каже како да дође до напуљске луке. Овај му је детаљно објаснио путању, Чарли је кренуо ка броду, али га је зауставила песма напуљских мачака. Оне су мјаукале на енглеском Ај лав ју!, што Чарли није разумео. То је разгневило једног црног мачка који је био јако љубоморан на Чарлија, па га је због тога позвао на двобој. Чарли је одбио, али га је овај први ударио, тако да је Чарли морао да настави да се брани. Из борбе је, као победник, изашао Чарли. Затим је стигао до луке, али тамо није пронашао свој брод. Виолета је отишла, а Чарли је остао сам у Напуљу.

### Како је мачак Чарли одлучио да се убије
У Напуљу су Чарлија неке домаћице оптужиле да им је украо сланину и због тога су га варјачама јуриле по улици. Ословљавале су га са грофе са моноклом јер је Чарлија претходне вечери неки човек погодио празном лименком у око. Чарли је затим доспео до неког трга где му се чинило да га сви људи оптужују и јуре. Отишао је до моста и одлучио да се убије тако што ће скочити у реку. 

### Како се мачак Чарли срео с напуљском девојчицом Виолетом
Док се Чарли размишљао да ли да скочи, преко моста су пролазиле две сестре: старија Маргарета и млађа Виолета. Када је Чарли чуо помен имена Виолета, одустао је од самоубиства и кренуо за сестрама. Девојке су биле запрепашћене када су чуле да Чарли може да говори, па га је због тога Маргарета стрпала у свој цегер с намером да мачак који говори у њеној радњи продаје шешире. 

### Како је мачак Чарли продавао Маргаретине шешире
Чарли је за свој радни задатак добио лептир-машну, морао је да се покорава муштеријама и да им љуби руке. Тада је закључио да на свету има много Виолета, али да оне нису исте, као што и ноктићи на његовој шапи нису исти. Због мачка Чарлија, потражња Маргаретних шешира је била невероватна. 

### Како је испало да три нове блузе више вреде од мачка Чарлија
Када се обогатила, Маргарета је одлучила да се отараси мачка Чарлија. Заједно са Виолетом, одлучила је да га прода и да зарађени новац поделе: Маргарета ће га чувати, а Виолета ће од њега купити три нове блузе (њена пасија је била куповина нових блуза). Чарлија је тада од сестара купио циркузант глупи Август.

### Како се мачак Чарли уселио у кућицу на точковима
Чарли је био одушевљен својим новим домом: кућицом на точкићима. У кућици је живела девојчица која се исто звала Виолета и са којом се Чарли брзо спријатељио. 

### Како је мачак Чарли доспео у новине
Виолета и Чарли су постали најбољи пријатељи, а чак су имали и заједничке тачке у циркусу: љуљали су се високо на љуљашци, кревељили се, свирали у плехане трубе... Њих двоје су били весељаци који су забављали цео град, а доспели су чак и у новине. Тако је мачак Чарли постао славни мачак. 

### Како је трагична Чарлијева трагедија
Виолета и Чарли су забављали сву децу из града: Виолета је глумила страшило, а Чарли гаврана који су се међусобно чаркали кроз песмице, све до једног трагичног дана, када се њихова љуљашка откинула, и када су обоје пали на земљу са велике висине. 

### Како је мачак Чарли тужно завршио
Виолета је при паду сломила ногу, па је због тога била приморана да оде у болницу. Мачак Чарли је остао сам, са повређене две задње шапице. Због тога што је постао сметња у циркусу, циркуски редар га је оставио испред шарене кућице с точкићима. Ту је три дана и три ноћи провео без хране и воде. Након трећег дана, циркуски редар га је однео из циркуса. Од њега је Чарли сазнао да је Виолета остала без ноге и да се налази у дому за сирочад, а да се њен отац разболео од туге. Циркуски редар је бацио Чарлија у двориште једне велике куће.

### Какав је био сусрет два стара пријатеља
Чарлија затим проналази капетан брода: Виолетин тата. Односи га у стан где је била и Виолета. Чарли им је испричао своје пустоловине, а једино је прећутао за оно: Ај лав ју!. Сутрадан је капетан довео ветеринара који је саопштио Чарлију да ће након терапије и опоравка моћи да шета, али са штапом. Чарлија је збуњивало то што Виолета више није била расположена за смешна позоришта. Он није знао да је то друга Виолета, да капетан није њен тата, већ ујак, и да је она прва Виолета сада велика девојка.

### Како је мачак Чарли отишао у старо гвожђе
Када се Чарли мало опоравио, капетан га је одвео у друштво пензионера где је Чарлију додељена пензија од десет пилећих костију, пет свињских слезина, педесет грама ужегле сланине и педесет грама целофанског масног омота са укусних екстра-салама, уз образложење: Мачак Чарли је заслужио пензију у овом износу јер је страдао на послу у циркусу. Чарли је тада постао први мачак пензионер.

### Како се једна стара мачка радује своме Чарлију
На крају романа, Чарли се на крову среће са својом мајком. Он је желео да се освети месару због неправде коју је нанео његовој мајци. Отишао је испред месарнице и рекао месару да је његова мајка те ноћи, када су мишеви појели кобасицу, напустила своје радно место како би њега, Чарлија, отпратила у свет и бољи живот. Месар се због Чарлијевих речи покајао и пожелео да врати жуту мачку на њено радно место, на шта је она пристала.

## Анализа
Прича о мачку Чарлију има драж визије старих гатки и прича у којима је много маште и преплитања стварног и маштовитог. Живот се одвија као на клацкалици између онога што се сања и жели и онога што се стварно може. Захваљујући супротностима, живот је занимљивији.
Ово је такође дело и о благотворном савезу између људи и животиња, о савезу који је и те како потребан у животу који прате многе несреће и многи страхови. Романескно-бајковно дело Судбина једног Чарлија је сликовита прича о пријатељству, о пролазности живота и о потреби искреног разумевања, прича којој ће се и деца и одрасли често враћати као неповратној топлини породичног гнезда детињства.